# Carlos Lapetra
Carlos Lapetra Coarasa (Saragozza, 29 novembre 1938 – Saragozza, 25 dicembre 1995) è stato un calciatore spagnolo, di ruolo centrocampista, campione d'Europa con la Nazionale spagnola nel 1964.

## Carriera

### Club
Fratello del calciatore Ricardo, Carlos Lapetra iniziò la carriera nel Guadalajara. Nella stagione 1958-1959 giocò nell'Huesca. Nel 1959 passò al Real Saragozza, dove rimase sino al ritiro datato 1969.
Fece parte della squadra del Real Saragozza degli anni '60 soprannominata Los Magníficos. Con gli aragonesi vinse due Coppe del Re, la prima nel 1963-1964, la seconda nel 1965-1966. Nel 1963-1964 vinse anche una Coppa delle Fiere.

### Nazionale
Carlos Lapetra giocò per la Nazionale spagnola dal 1963 al 1966, scendendo in campo 13 volte.
Debuttò il 13 giugno 1963 in Spagna-Scozia 2-6 e partecipò inoltre al vittorioso Campionato europeo di calcio del 1964 ed al Campionato mondiale di calcio del 1966.

## Palmarès

### Club

#### Competizioni nazionali
- Coppa di Spagna: 2

Real Saragozza: 1963-1964, 1965-1966

#### Competizioni internazionali
- Coppa delle Fiere: 1

Real Saragozza: 1963-1964

### Nazionale
- Campionato d'Europa: 1

1964